# Pedro Aspe
Pedro Carlos Aspe Armella (geboren 7. Juli 1950 in Mexiko-Stadt, Mexiko) ist ein mexikanischer Ökonom. Er war Finanzminister (1988–1994) im Kabinett von Carlos Salinas de Gortari, wo er erfolgreich die Auslandsverschuldung neu verhandelte, der Zentralbank zu Autonomie verhalf und einen kontroversen Privatisierungsplan befürwortete.

## Leben
Aspe Amella ist der Sohn von Pedro Aspe Sais, Dozent an der Escuela Libre de Derecho und ehemaliger Direktor des Warenhaus-Unternehmens El Palacio de Hierro, und von Virginia Armella Maza. Sein Urgroßvater war Bundesabgeordneter in den frühen Jahren des 20. Jahrhunderts und sein Großvater koordinierte den mexikanisch diplomatischen Dienst während der Amtsperiode von Álvaro Obregón.
Aspe besuchte eine Privatschule der Jesuiten, machte seinen Bachelor in Wirtschaftswissenschaften am Instituto Tecnológico Autónomo de México (ITAM) und seinen Doktor in Wirtschaftswissenschaften am Massachusetts Institute of Technology. Zudem ist er seit 1980 ein Mitglied der Partido Revolucionario Institucional und erhielt den Phönix-Orden (1986), der von der griechischen Regierung vergeben wird.
Bevor er dem Kabinett von Präsident Sallinas beitrat, führte Aspe Armella den Vorsitz über das Wirtschaftsressort am ITAM; war Gründer und Präsident (1982–1985) des Instituto Nacional de Estadística y Geografía (INEGI; Nationales Institut für Statistik und Geographie); war Planungsminister (1985–1987) und leitete das Budget und Planungssekretariat im Kabinett von Miguel de la Madrid Hurtado.
Er hat zudem The Analysis of Household Composition and Economics of Scale in Consumption (1976), L'impresa nell economia aperta in presenza di incertezza (1978) und Financial Policies and the World Capital Market: The Problem of Latin American Countries (1983) geschrieben.
Aspe ist mit Historikerin Concepción Bernal Verea verheiratet, der Tochter des Anthropologen und Diplomat Ignacio Bernal, und hat zwei Töchter und zwei Söhne. Er ist derzeit CEO von Protego, S.A., einer Beratungsfirma in Mexiko-Stadt mit Büros in Monterrey, und ein Vorstandsmitglied von der American International Group (AIG), McGraw-Hill und dem Tochterunternehmen Standard & Poor’s.
Im November 2017 führte eine Untersuchung, die vom Internationales Netzwerk investigativer Journalisten durchgeführt wurde, seinen Namen in der Liste von Politikern auf, die in den Paradise Papers Anschuldigungen erwähnt wurden.